# Ерік Айхманн
Ерік Айхманн (англ. Eric Eichmann, нар. 7 травня 1965, Маргейт) — американський футболіст, що грав на позиції нападника.
Виступав, зокрема, за клуби «Клемсон Тайґерс» та «Форт-Лодердейл Страйкерс», а також олімпійську збірну США.

## Клубна кар'єра
У дорослому футболі дебютував 1983 року виступами за команду «Клемсон Тайґерс», у якій провів чотири сезони. 
Протягом 1987—1988 років захищав кольори клубу «Вердер» II.
Своєю грою за останню команду привернув увагу представників тренерського штабу клубу «Форт-Лодердейл Страйкерс», до складу якого приєднався 1988 року. Відіграв за команду з курортного Форт-Лодердейл наступні чотири сезони своєї ігрової кар'єри.
Завершив ігрову кар'єру у команді «Канзас-Сіті Візардс», за яку виступав протягом 1996 року.

## Виступи за збірні
У 1986 році дебютував в офіційних матчах у складі національної збірної США.
У складі збірної був учасником  футбольного турніру на Олімпійських іграх 1988 року у Сеулі, чемпіонату світу 1990 року в Італії.
Загалом протягом кар'єри в національній команді, яка тривала 8 років, провів у її формі 34 матчі, забивши 4 голи.
У 1987 році захищав кольори олімпійської збірної США. У складі цієї команди провів 4 матчі.

## Титули і досягнення
- Срібний призер Чемпіонату націй КОНКАКАФ: 1989